# 川内町 (徳島市)
川内町（かわうちちょう）は、徳島県徳島市にある地名。1955年に旧・川内村が同市に編入した。なお、川内町一帯を川内地区という。徳島県の北東、徳島市の北部に位置する。

## 地理
四国三郎で有名な吉野川と今切川の間にある。応神町や板野郡の町と同じ、徳島市街の郊外にあたる機能を持った地域である。
ジャストシステムや大塚製薬など大手の企業が本社や本部を置いている。川内町の中心部には国道11号が通っており、多くの郊外型の店が並んでいる。そのほかの地域では閑静な住宅地と田畑が広がっており、南海地震の避難所の用途を兼ねたマンションが点在している。近年では道路建設が進みつつある。
農業ではレンコンやサツマイモの栽培が盛んであり、特にサツマイモはなると金時ブランドの指定地域となっている。
町内には人形浄瑠璃で有名な阿波十郎兵衛屋敷や市内有数の海水浴場である小松海岸、四国三郎で有名な吉野川など、多くの観光スポットがある。

### 河川
南側には吉野川が流れ、対岸には眉山と市街を臨む。川内町内にはその吉野川の支流である榎瀬江湖川と宮島江湖川があり、町内を蛇行しながら流れている。北側には今切川が流れており、それより北は松茂町、北島町になる。
- 吉野川 - 一級河川。なお、地区内を流れる河川はすべて吉野川水系である。
- 今切川 - 吉野川の主要河川。
  - 榎瀬江湖川 - 今切川の支流。
  - 宮島江湖川 - 今切川の支流。

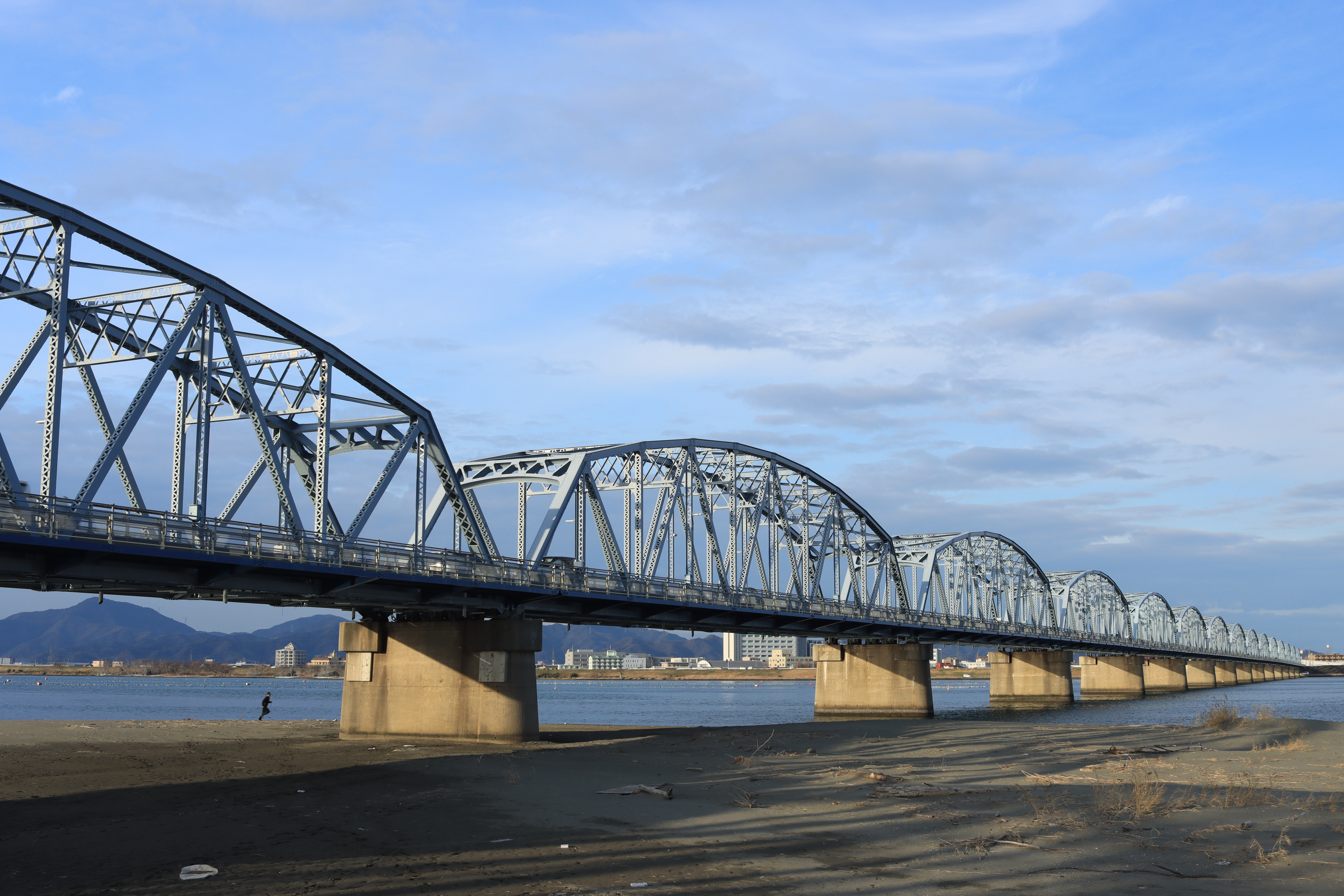
吉野川橋
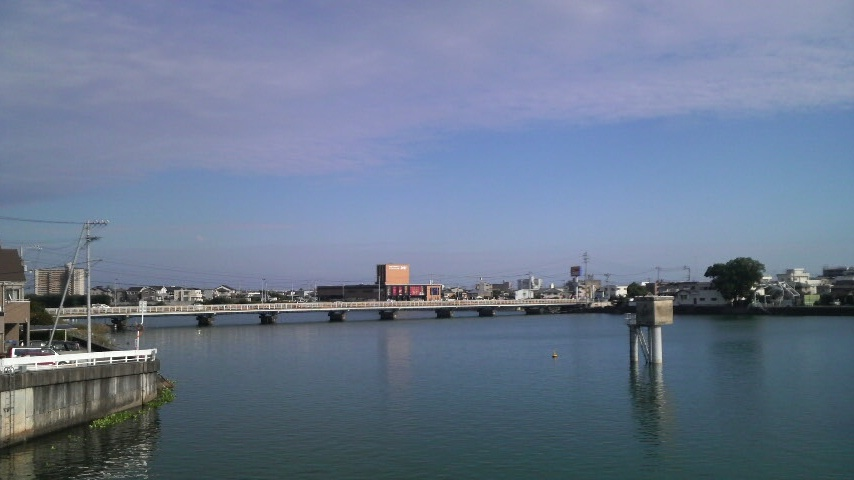
今切川
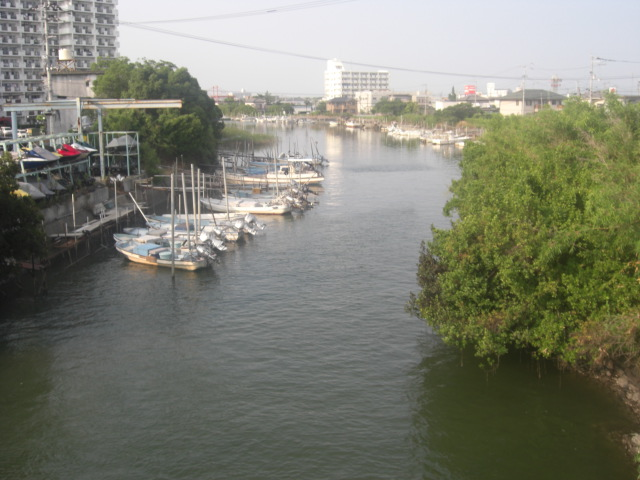
榎瀬江湖川
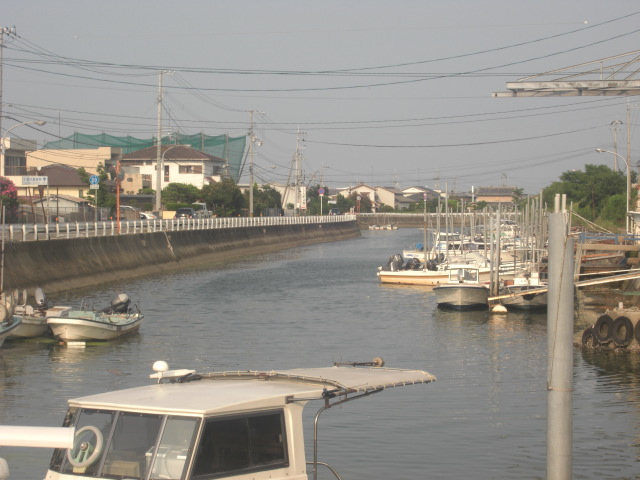
宮島江湖川

## 歴史
- 1889年10月1日 - 町村制施行に伴い、川内村が成立。
- 1934年 - 名東郡加茂町の一部を川内村に編入。
- 1955年3月31日 - 板野郡川内村が徳島市に編入し徳島市川内町となる。

### 町名の変遷
| 江戸時代              | 1889年（明治22年）            | 1928年（昭和3年）             | 1934年（昭和9年）～ 1942年（昭和17年） | 1955年（昭和30年）   | 1966年（昭和41年）～ 1969年（昭和44年） | 現行の大字 | 現行の小字                                          |
| --------------------- | ----------------------------- | ----------------------------- | -------------------------------------- | -------------------- | --------------------------------------- | ---------- | --------------------------------------------------- |
| 板野郡大松村          | 板野郡川内村大字大松          | 板野郡川内村大字大松          | 板野郡川内村大字大松                   | 徳島市川内町         | 徳島市川内町                            | 大松       | -                                                   |
| 板野郡加賀須野村      | 板野郡川内村大字加賀須野      | 板野郡川内村大字加賀須野      | 板野郡川内村大字加賀須野               | 徳島市川内町         | 徳島市川内町                            | 加賀須野   | -                                                   |
| 板野郡中島浦          | 板野郡川内村大字中島          | 板野郡川内村大字中島          | 板野郡川内村大字中島                   | 徳島市川内町         | 徳島市川内町                            | 中島       | -                                                   |
| 板野郡榎瀬村          | 板野郡川内村大字榎瀬          | 板野郡川内村大字榎瀬          | 板野郡川内村大字榎瀬                   | 徳島市川内町         | 徳島市川内町                            | 榎瀬       | -                                                   |
| 名東郡上助任村 の一部 | 名東郡加茂村大字上助任 の一部 | 名東郡加茂村大字上助任 の一部 | 板野郡川内村大字上助任                 | 徳島市川内町         | 徳島市川内町                            | 榎瀬       | -                                                   |
| 名東郡上助任村 の一部 | 名東郡加茂村大字上助任 の一部 | 名東郡加茂村大字上助任 の一部 | 板野郡川内村大字上助任                 | 徳島市川内町         | 徳島市川内町                            | 北原       | -                                                   |
| 板野郡竹須賀村        | 板野郡川内村大字竹須賀        | 板野郡川内村大字竹須賀        | 板野郡川内村大字竹須賀                 | 徳島市川内町         | 徳島市川内町                            | 竹須賀     | -                                                   |
| 板野郡沖島村          | 板野郡川内村大字沖島          | 板野郡川内村大字沖島          | 板野郡川内村大字沖島                   | 徳島市川内町         | 徳島市川内町                            | 沖島       | -                                                   |
| 板野郡平石村          | 板野郡川内村大字平石          | 板野郡川内村大字平石          | 板野郡川内村大字平石                   | 徳島市川内町         | 徳島市川内町                            | 平石       | 夷野、古田、 住吉、若松、 若宮、流通団地、 夷野番外 |
| 板野郡米津新田        | 板野郡川内村大字米津          | 板野郡川内村大字米津          | 板野郡川内村大字米津                   | 徳島市川内町         | 徳島市川内町                            | 米津       | -                                                   |
| 板野郡富久新田        | 板野郡川内村大字富久          | 板野郡川内村大字富久          | 板野郡川内村大字富久                   | 徳島市川内町         | 徳島市川内町                            | 富久       | -                                                   |
| 板野郡宮島浦          | 板野郡川内村大字宮島          | 板野郡川内村大字宮島          | 板野郡川内村大字宮島                   | 徳島市川内町         | 徳島市川内町                            | 宮島       | 錦野、本浦、浜                                      |
| 板野郡鶴島浦          | 板野郡川内村大字鶴            | 板野郡川内村大字鶴島          | 板野郡川内村大字鶴島                   | 徳島市川内町         | 徳島市川内町                            | 鶴島       | -                                                   |
| 板野郡鈴江村          | 板野郡川内村大字鈴江          | 板野郡川内村大字鈴江          | 板野郡川内村大字鈴江                   | 徳島市川内町         | 徳島市川内町                            | 鈴江       | 北、西、東、南                                      |
| 板野郡鈴江村          | 板野郡川内村大字鈴江          | 板野郡川内村大字鈴江          | 板野郡川内村大字鈴江                   | 徳島市川内町         | 徳島市川内町                            | 南川向     | -                                                   |
| 板野郡小松新田        | 板野郡川内村大字小松          | 板野郡川内村大字小松          | 板野郡川内村大字小松                   | 徳島市川内町         | 徳島市川内町                            | 小松       | 北、西、東                                          |
| 板野郡小松新田        | 板野郡川内村大字小松          | 板野郡川内村大字小松          | 板野郡川内村大字小松                   | 徳島市川内町         | 徳島市川内町                            | 旭野       | -                                                   |
| 板野郡小松新田        | 板野郡川内村大字小松          | 板野郡川内村大字小松          | 板野郡川内村大字小松                   | 徳島市川内町         | 徳島市川内町                            | 松ヶ枝     | -                                                   |
| 板野郡松岡新田        | 板野郡川内村大字松岡          | 板野郡川内村大字松岡          | 板野郡川内村大字松岡                   | 徳島市川内町         | 徳島市川内町                            | 松岡       | -                                                   |
| 板野郡富吉新田        | 板野郡川内村大字富吉          | 板野郡川内村大字富吉          | 板野郡川内村大字富吉                   | 徳島市川内町         | 徳島市川内町                            | 富吉       | -                                                   |
| 板野郡金岡新田        | 板野郡川内村大字金岡          | 板野郡川内村大字金岡          | 板野郡川内村大字金岡                   | 徳島市川内町         | 徳島市川内町                            | 金岡       | -                                                   |
| 板野郡別宮浦村        | 板野郡川内村大字下別宮        | 板野郡川内村大字下別宮        | 板野郡川内村大字下別宮                 | 徳島市川内町         | 徳島市川内町                            | 下別宮     | 西、東                                              |
| 板野郡別宮浦村        | 板野郡川内村大字上別宮        | 板野郡川内村大字上別宮        | 板野郡川内村大字上別宮                 | 徳島市川内町         | 徳島市川内町                            | 上別宮     | 北、東、南                                          |
| 板野郡別宮浦村        | 板野郡川内村大字向別宮        | 徳島市大岡別宮町              | 徳島市住吉北町の一部                   | 徳島市住吉北町の一部 | 徳島市住吉四丁目の一部                  | -          | -                                                   |
| 板野郡金沢新田        | 板野郡川内村大字金沢          | 徳島市金沢町                  | 徳島市金沢町                           | 徳島市金沢町         | 徳島市金沢一丁目～二丁目 の一部         | -          | -                                                   |

## 教育機関
- 徳島市川内中学校
- 徳島市川内北小学校
- 徳島市川内南小学校
- 徳島市川内北幼稚園
- 徳島市川内南幼稚園

## 道路
一般国道
- 国道11号

県道
- 徳島県道29号徳島環状線
- 徳島県道220号川内大代線
- 徳島県道221号富吉久木線

高速道路
- 徳島自動車道：（徳島ジャンクション） - 徳島インターチェンジ
- 徳島南部自動車道：徳島ジャンクション - 徳島本線料金所（旭野地区[1]）

## 施設

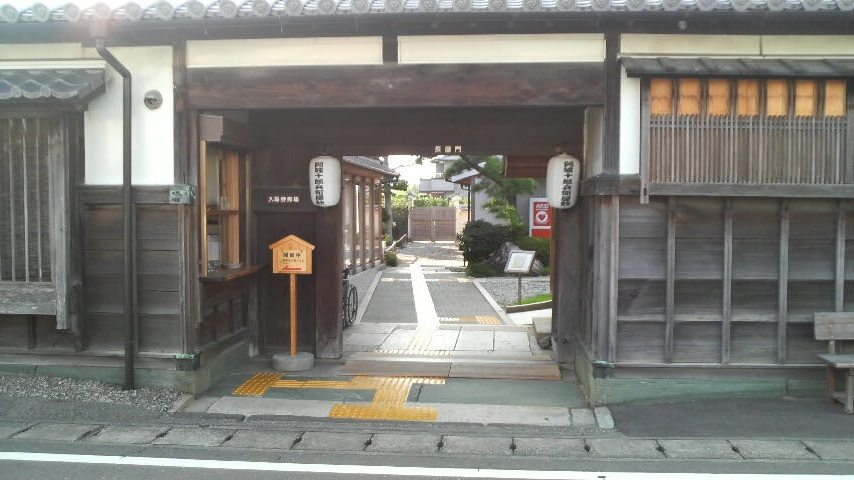
阿波十郎兵衛屋敷

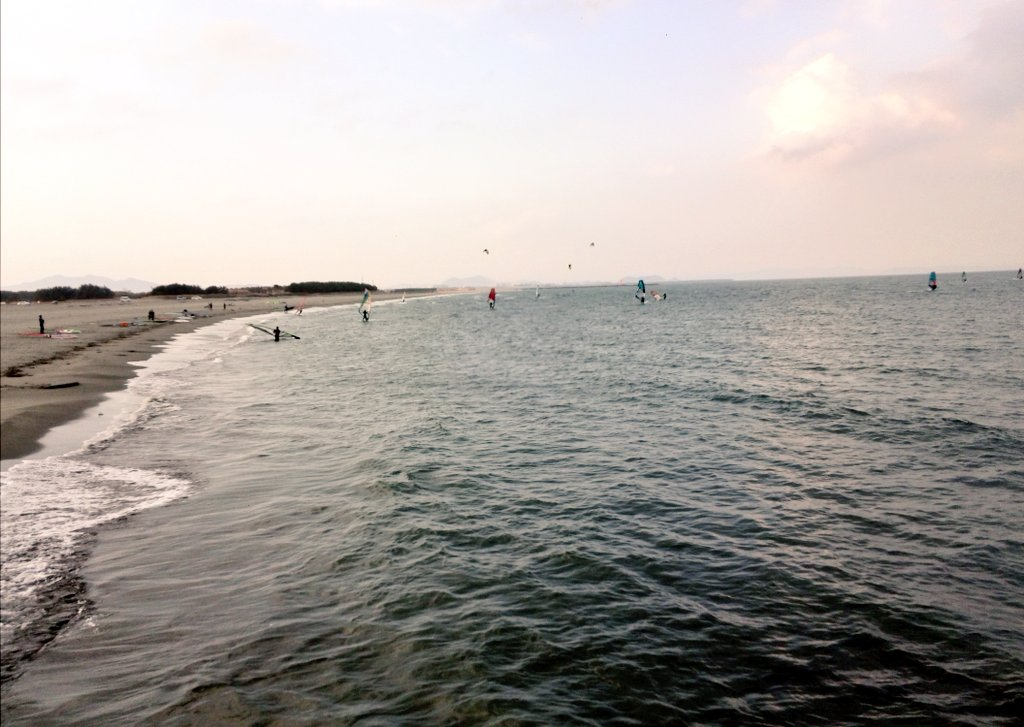
小松海岸

### 公共施設

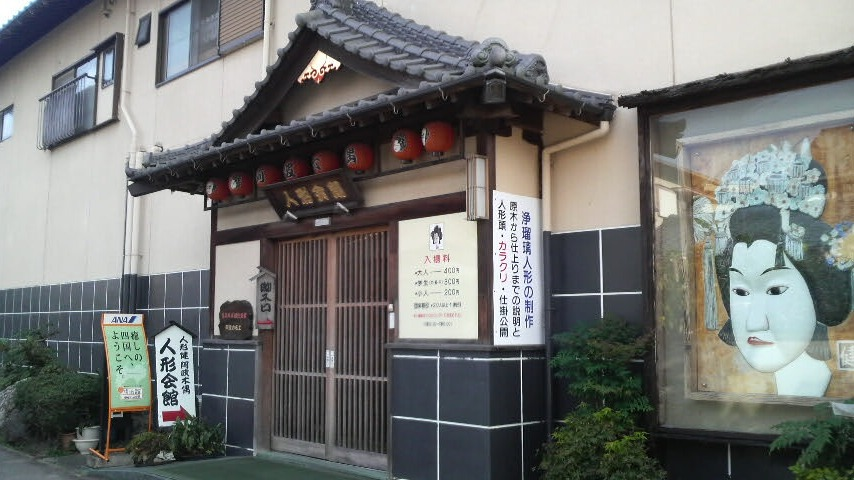
阿波木偶人形会館
- 川田民俗資料館
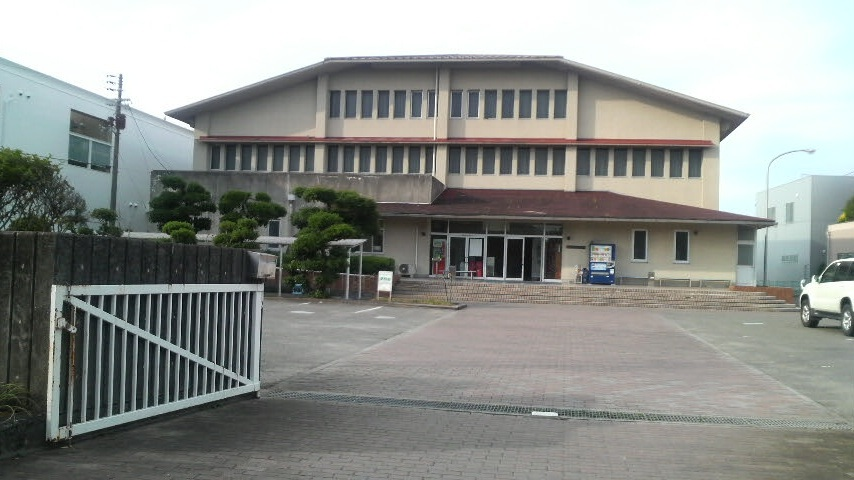
徳島市立スポーツセンター
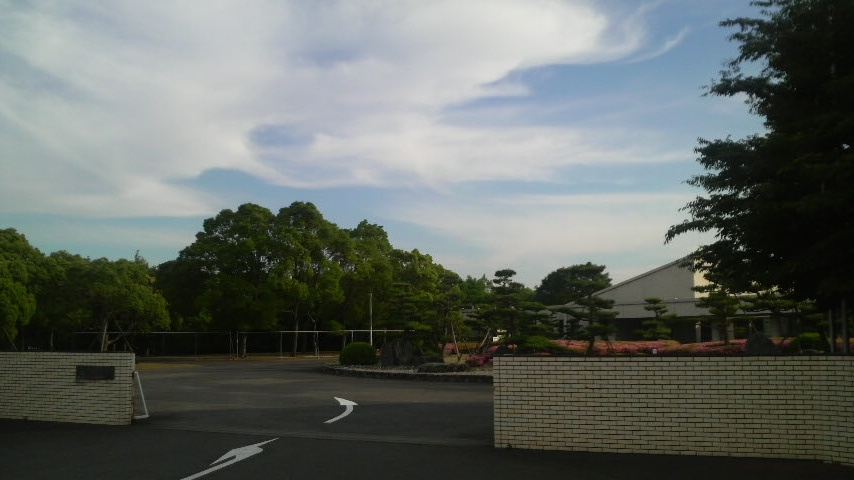
徳島市立葬斎場
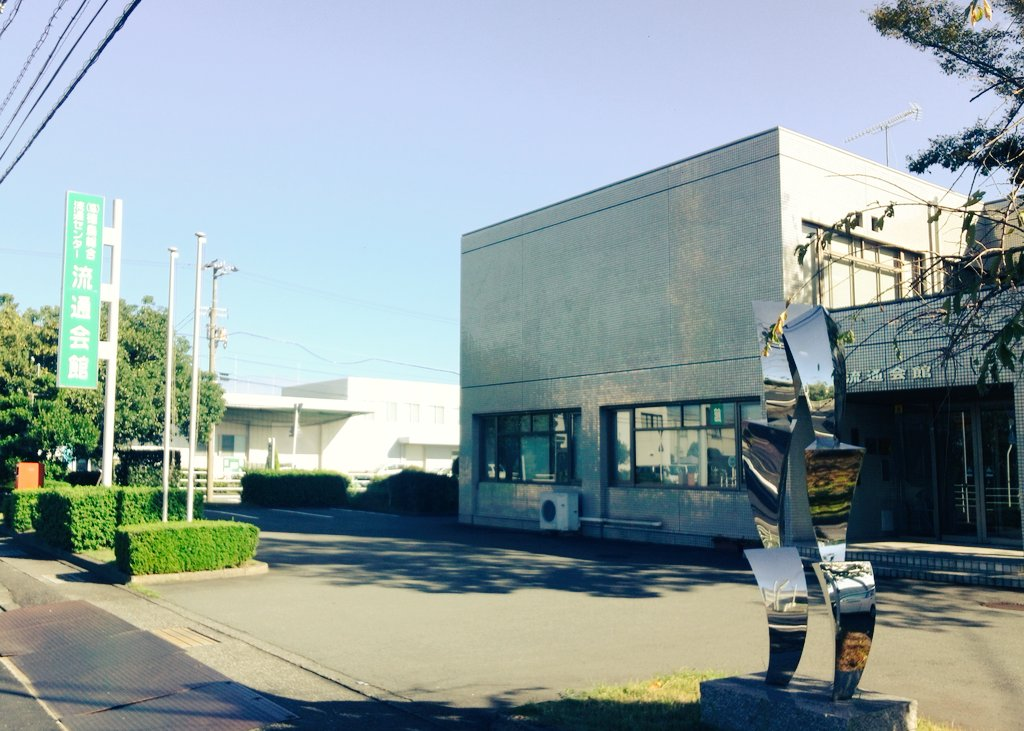
徳島総合流通センター
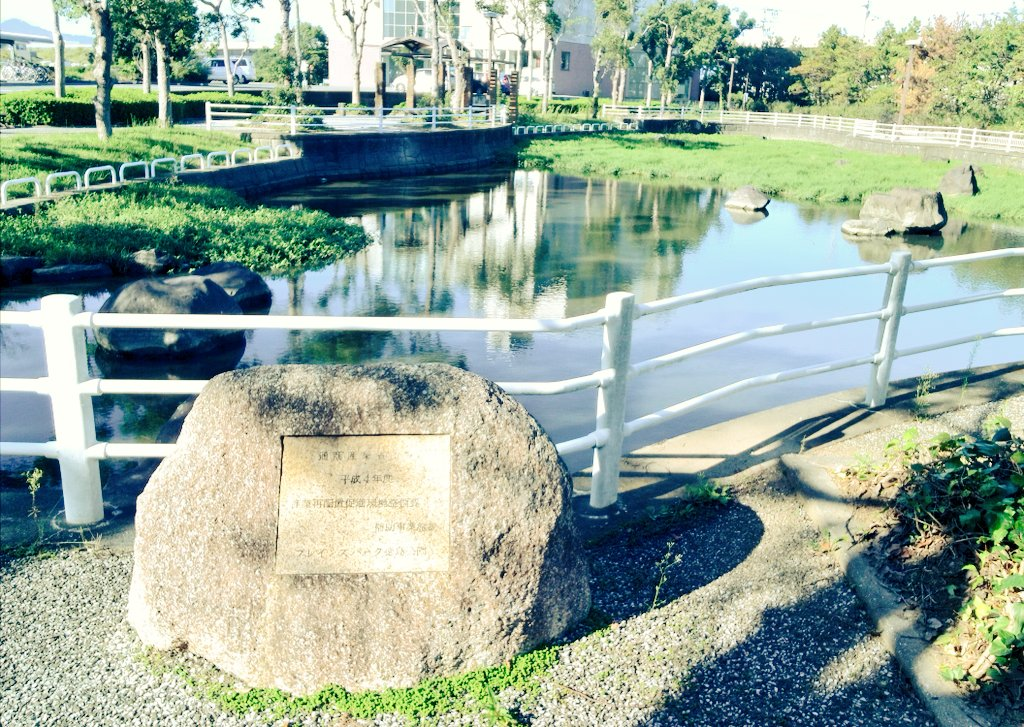
ブレインズパーク徳島
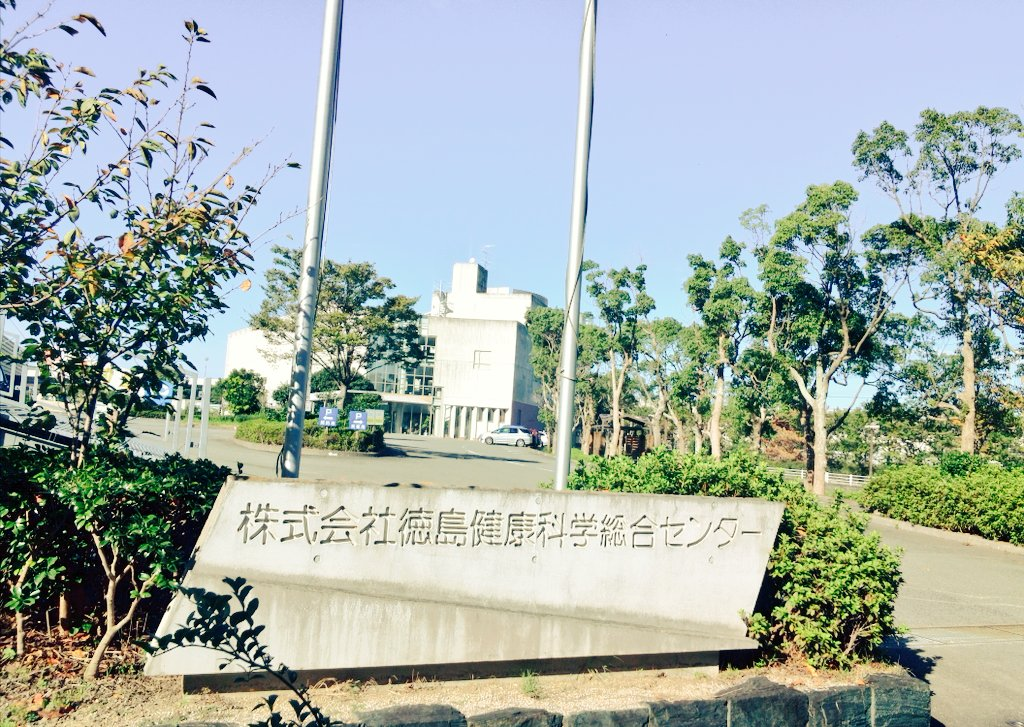
徳島健康科学総合センター
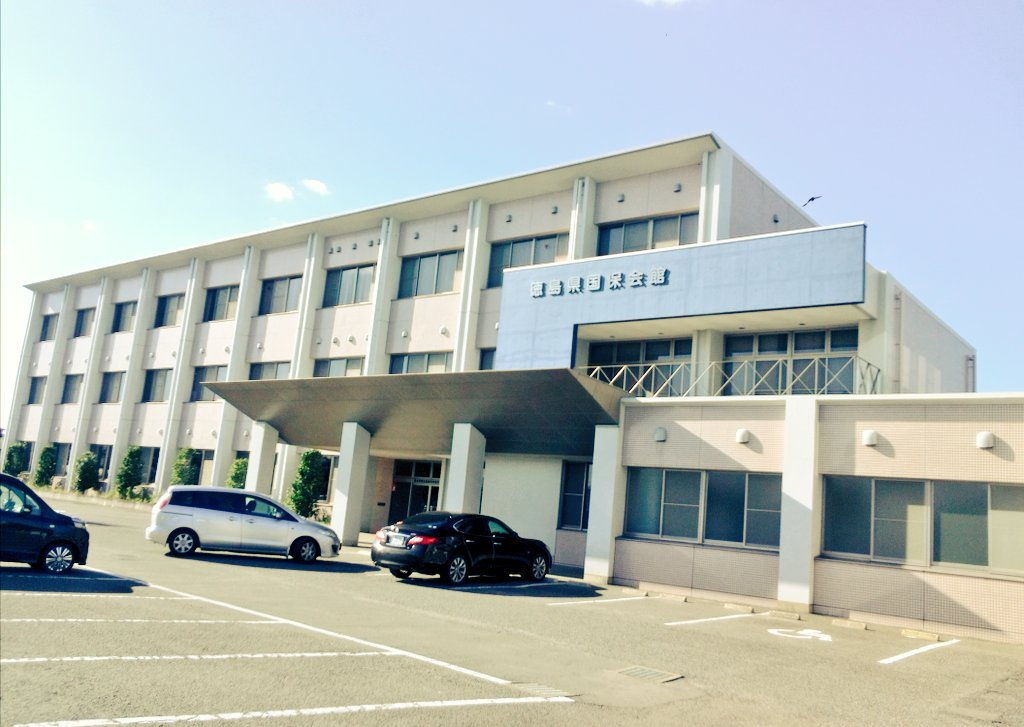
徳島県国保会館

- 大塚ヴェガホール
- 徳島児童ホーム

- 阿波木偶人形会館
- 徳島市立スポーツセンター
- 徳島市立葬斎場
- 徳島総合流通センター
- ブレインズパーク徳島公園
- 徳島健康科学総合センター
- 徳島県国保会館

### 社寺・史跡
- 金刀比羅神社 - 阿波三金比羅のひとつ。
- 大松塩竃神社
- 榎瀬塩竃神社
- 恵勝寺 - 阿波西国三十三観音霊場12番札所。
- 宝生寺
- 西光寺

### 名所
- 小松海岸
- 阿波十郎兵衛屋敷

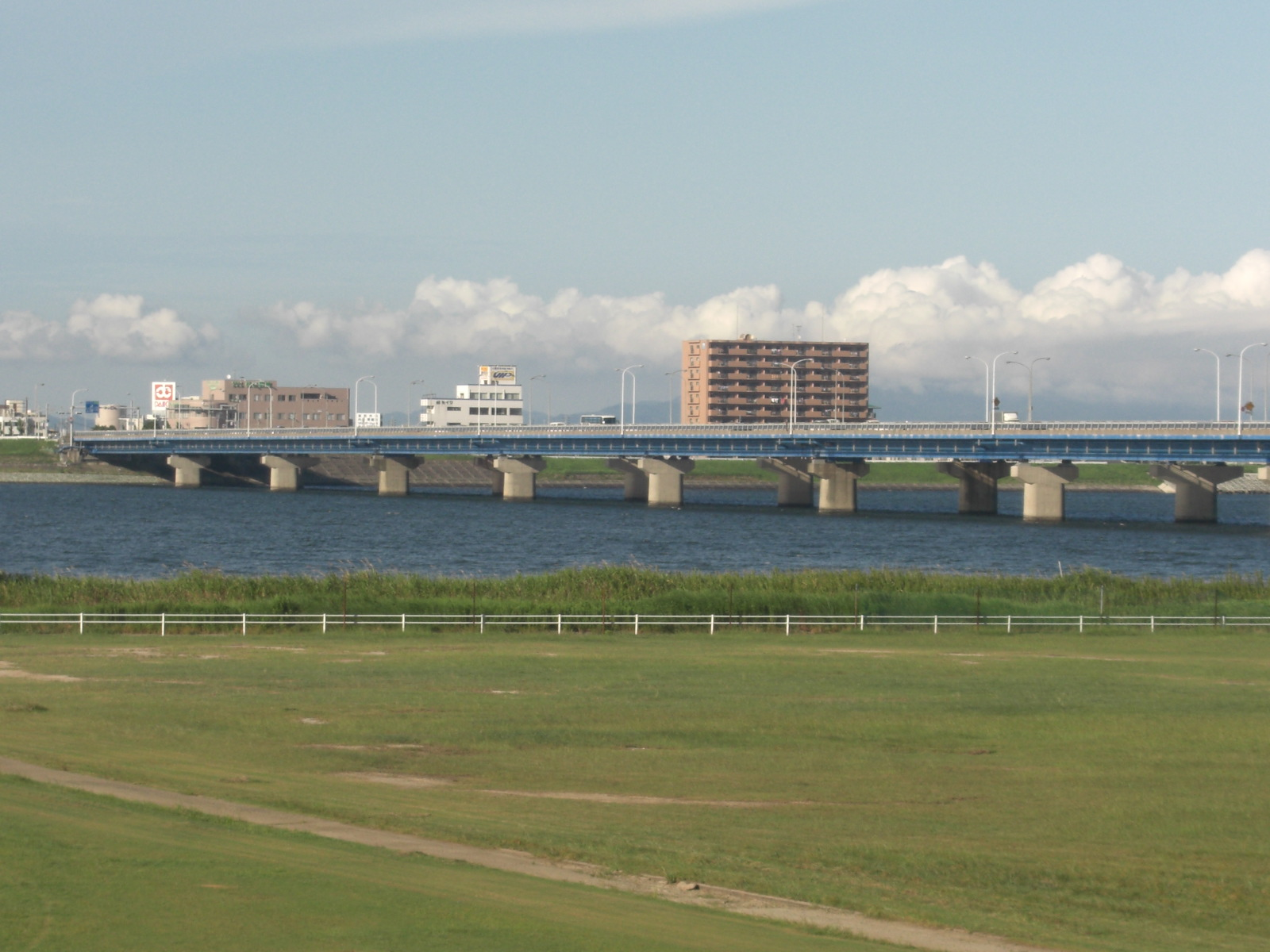
吉野川大橋
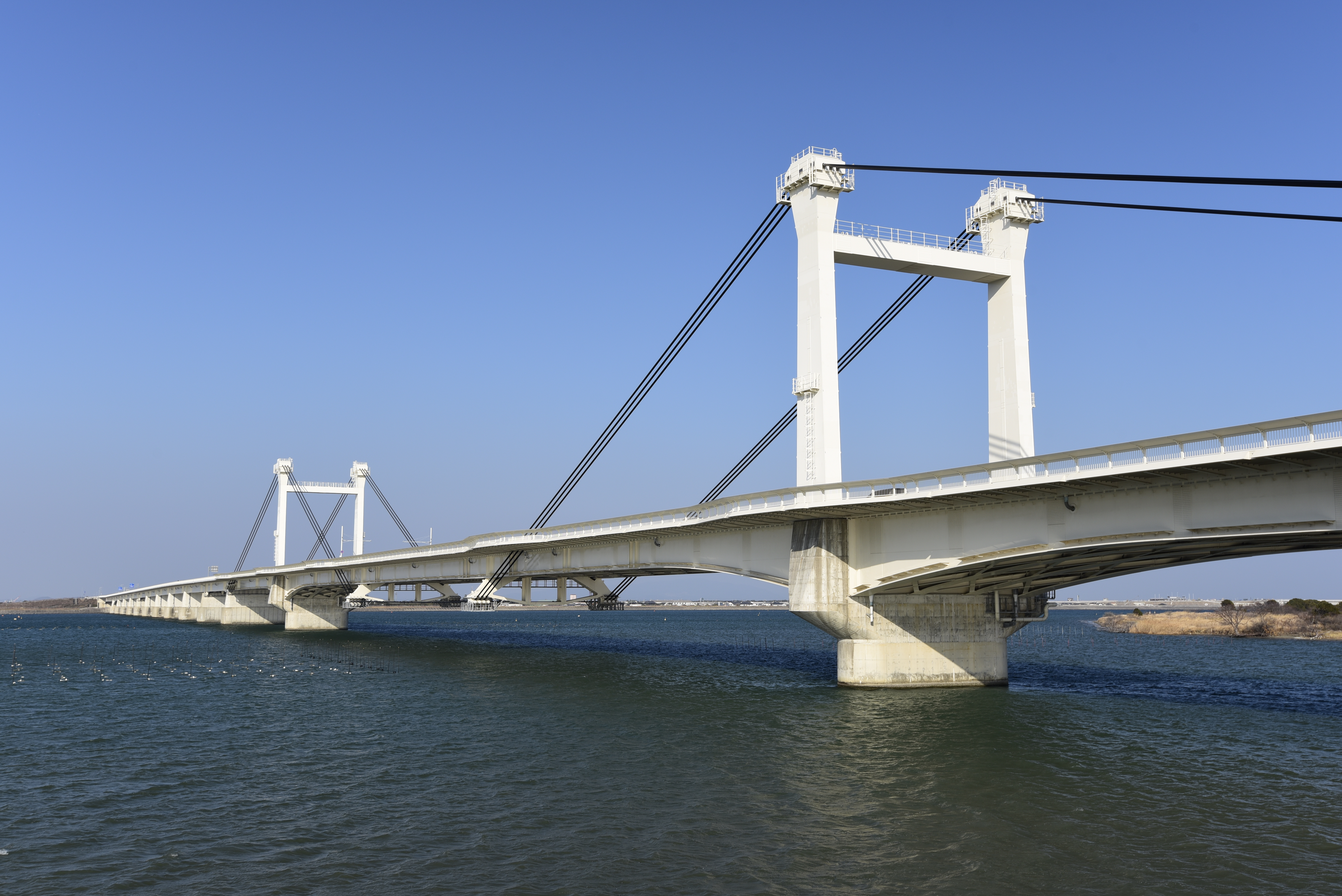
阿波しらさぎ大橋
- 吉野川サンライズ大橋

- 吉野川大橋
- 阿波しらさぎ大橋

### 企業
- ジャストシステム
- フィット
- Delta-Fly Pharma

## 出身者
- 天羽良輔 - プロサッカー選手
- 板東十郎兵衛 - 徳島藩士